# Branch Rickey
Wesley Branch Rickey (ur. 20 grudnia 1881, zm. 9 grudnia 1965) – amerykański baseballista, który występował na pozycji łapacza, menadżer i menadżer generalny.

## Życiorys
Branch Rickey w latach 1901–1904 studiował na Ohio Wesleyan University, gdzie grał w koszykówkę, baseball i futbol, a także był trenerem baseballowej drużyny uniwersyteckiej. Podczas tego okresu grał również w baseballowych zespołach z niższych lig. W lutym 1905 został wykupiony z Dallas Giants przez Chicago White Sox, jednak w tym samym miesiącu przeszedł w ramach wymiany zawodników do St. Louis Browns. W Major League Baseball zadebiutował 16 czerwca 1905 i był to jego jedyny występ w tamtym sezonie. W 1907 został sprzedany do New York Highlanders, w którym zakończył zawodniczą karierę.
W latach 1906–1908 był między innymi dyrektorem do spraw sportowych i trenerem uniwersyteckich drużyn (futbolowej, baseballowej i koszykarskiej) na Ohio Wesleyan University. W 1911 ukończył studia na University of Michigan Law School i podjął pracę w kancelarii adwokackiej w Boise w stanie Idaho, gdzie także był skautem St. Louis Browns z American League. W 1913 został menadżerem tego zespołu i pełnił tę funkcję przez trzy sezony. Podczas I wojny światowej służył w Army Chemical Corps wraz z Ty Cobbem i Christy Mathewsonen. W 1919 Rickey został menadżerem będącego w trudnej sytuacji finansowej zespołu St. Louis Cardinals, jednak dzięki zaciągniętej przez niego pożyczce, klub uniknął bankructwa. Funkcję menadżera pełnił do maja 1925, po czym został menadżerem generalnym tego zespołu.
Rickey uważany jest za twórcę systemu farmerskiego po tym, jak wykupił 18% akcji klubu Houston Buffaloes z Texas League. Pod koniec 1942 ze względu na konflikt z właścicielem Cardinals Samem Breadonem podjął decyzję o rezygnacji z funkcji menadżera generalnego tego klubu.
W 1943 został prezydentem i menadżerem generalnym zespołu Brooklyn Dodgers. W październiku 1945 sprowadził do zespołu Jackiego Robinsona, który został pierwszym afroamerykaninem w Major League Baseball w XX wieku, przełamując bariery rasowe. W 1950 po nieodnowieniu kontraktu z Dodgers, Rickey został menadżerem generalnym Pittsburgh Pirates, do którego w 1955 sprowadził Roberto Clemente. Zmarł 9 grudnia 1965 roku.
W 1967 został uhonorowany członkostwem w Baseball Hall of Fame.